# Институт нового индустриального развития
Институт нового индустриального развития (ИНИР) им. С. Ю. Витте создан в Санкт-Петербурге в 1997 году.

## Директор
Директор института – д.э.н., профессор, член-корреспондент РАН Бодрунов Сергей Дмитриевич.

## Исследовательская деятельность
Основная тематика исследовательской деятельности ИНИР – обширный спектр вопросов, связанных с проблемой индустриального развития России, реиндустриализации ее экономики, технологической модернизацией базовых отраслей промышленности, исследованием технологических и экономических механизмов и инструментария модернизации, прогнозированием среднесрочных и отдаленных институциональных, экономических и технологических эффектов и т.д. Институт разрабатывает также концепции развития промышленности для регионов России, региональных кластеров, сетей трансфера технологий, концепций и стратегий развития крупных промышленных комплексов и ведущих российских индустриальных компаний; институтом выполнено в этой сфере большое количество экспертных работ.
С 2012 года ИНИР работает под методическим руководством Российской академии наук и входит в систему организаций Отделения общественных наук РАН (постановление ООН РАН от 21.05.2012 г. № 2).

## Издания института
Результаты исследований специалисты Института публикуют в виде книг и статей в ведущих экономических изданиях России; Институт издает старейший отечественный экономический научный журнал «Экономическое возрождение России» (журнал имеет более 100-летнию историю, входит в перечень рекомендуемых ВАК РФ для публикации результатов научных исследований, представляемых для защиты докторских и кандидатских диссертаций) и научный журнал «Ноономика и ноообщество. Альманах трудов ИНИР им. С.Ю. Витте».

## Научное сотрудничество
ИНИР работает в широкой научной кооперации с ведущими научными и экспертными коллективами страны; институтом подписаны соглашения о сотрудничестве с Институтом экономики РАН, Институтом проблем рынка РАН, Институтом экономики Уральского отделения РАН, Институтом проблем региональной экономики РАН, Санкт-Петербургским государственным экономическим университетом, Санкт-Петербургским государственным университетом аэрокосмического приборостроения и др.

## Мероприятия
ИНИР является инициатором, участником и организатором многих крупнейших научных конференций и конгрессов России по вопросам индустриального развития экономики, в том числе – Санкт-Петербургского Международного экономического Конгресса (СПЭК), Московского академического экономического форума и др.